# Robert Kay (cầu thủ bóng đá)
Robert Kay là một cầu thủ bóng đá người Anh thi đấu ở vị trí thủ môn. Ông thi đấu 5 trận cho Burnley ở mùa giải đầu tiên tại Football League.
Robert Kay kí hợp đồng với Burnley năm 1884, chỉ hai năm sau khi câu lạc bộ thành lập. Kay có màn ra mắt giải quốc nội vào ngày 29 tháng 9 năm 1888 trên sân Stoney Lane, sau đó là sân nhà của West Bromwich Albion. Burnley thất bại trước đội nhà 4-3. Robert Kay xuất hiện trong 5 trên 22 trận quốc nội của Burnley mùa giải 1888-89. Kay, ở vị trí thủ môn (5 trận), là một phần của hàng thủ Burnley ngăn cản đối phương ghi bàn trong mỗi trận đấu.
Năm 1889 ông rời Burnley để gia nhập Burnley Union Star một mùa giải trước khi câu lạc bộ gia nhập Lancashire League.